# Città postali del Regno Unito
La lista seguente indica le città postali del Regno Unito, classificate per codice postale.
| Codice postale | Nazione              | Città postali | Carta               |
| -------------- | -------------------- | --- | ------------------- |
| AB             | Scozia               | Aberdeen, Aberlour, Aboyne, Alford, Ballater, Ballindalloch, Banchory, Banff, Buckie, Ellon, Fraserburgh, Huntly, Insch, Inverurie, Keith, Laurencekirk, Macduff, Milltimber, Peterculter, Peterhead, Stonehaven, Strathdon, Turriff, Westhill | Carta della zona AB |
| AL             | Inghilterra          | Harpenden, Hatfield, St Albans, Welwyn Garden City, Welwyn Garden City | Carta della zona AL |
| B              | Inghilterra          | Alcester, Birmingham, Bromsgrove, Cradley Heath, Halesowen, Henley-in-Arden, Oldbury, Redditch, Rowley Regis, Smethwick, Solihull, Studley, Sutton Coldfield, Tamworth, West Bromwich | Carta della zona B  |
| BA             | Inghilterra          | Bath, Bradford on Avon, Bruton, Castle Cary, Frome, Glastonbury, Radstock, Shepton Mallet, Street, Templecombe, Trowbridge, Warminster, Wells, Westbury, Wincanton, Yeovil | Carta della zona BA |
| BB             | Inghilterra          | Accrington, Barnoldswick, Blackburn, Burnley, Clitheroe, Colne, Darwen, Nelson, Rossendale | Carta della zona BB |
| BD             | Inghilterra          | Bingley, Bradford, Cleckheaton, Keighley, Settle, Shipley, Skipton | Carta della zona BD |
| BH             | Inghilterra          | Bournemouth, Broadstone, Christchurch, Ferndown, New Milton, Poole, Ringwood, Swanage, Verwood, Wareham, Wimborne | Carta della zona BH |
| BL             | Inghilterra          | Bolton, Bury | Carta della zona BL |
| BN             | Inghilterra          | Arundel, Brighton, Eastbourne, Hailsham, Hassocks, Henfield, Hove, Lancing, Lewes, Littlehampton, Newhaven, Peacehaven, Pevensey, Polegate, Seaford, Shoreham-by-Sea, Steyning, Worthing | Carta della zona BN |
| BR             | Inghilterra          | Beckenham, Bromley, Chislehurst, Keston, Orpington, Swanley, West Wickham | Carta della zona BR |
| BS             | Inghilterra          | Axbridge, Banwell, Bristol, Cheddar, Clevedon, Wedmore, Weston-super-Mare, Winscombe | Carta della zona BS |
| BT             | Irlanda del Nord     | Antrim, Armagh, Augher, Aughnacloy, Ballycastle, Ballyclare, Ballymena, Ballymoney, Ballynahinch, Banbridge, Bangor, Belfast, Bushmills, Caledon, Carrickfergus, Castlederg, Castlewellan, Clogher, Coleraine, Cookstown, Craigavon, Crumlin, Donaghadee, Downpatrick, Dromore, Dungannon, Enniskillen, Fivemiletown, Hillsborough, Holywood, Larne, Limavady, Lisburn, Londonderry (Derry), Maghera, Magherafelt, Newcastle, Newry, Newtownabbey, Newtownards, Omagh, Portrush, Portstewart, Strabane | Carta della zona BT |
| CA             | Inghilterra          | Alston, Ambleside, Appleby-in-Westmorland, Beckermet, Brampton, Carlisle, Cleator, Cleator Moor, Cockermouth, Egremont, Frizington, Holmrook, Keswick, Kirkby Stephen, Maryport, Moor Row, Penrith, Ravenglass, Seascale, St Bees, Whitehaven, Wigton, Workington | Carta della zona CA |
| CB             | Inghilterra          | Cambridge, Ely, Haverhill, Newmarket, Saffron Walden | Carta della zona CB |
| CF             | Galles               | Aberdare, Bargoed, Barry, Bridgend, Caerphilly, Cardiff, Cowbridge, Dinas Powys, Ferndale, Hengoed, Llantwit Major, Maesteg, Merthyr Tydfil, Mountain Ash, Penarth, Pentre, Pontyclun, Pontypridd, Porth, Porthcawl, Tonypandy, Treharris, Treorchy | Carta della zona CF |
| CH             | Inghilterra e Galles | Bagillt, Birkenhead, Buckley, Chester, Deeside, Ellesmere Port, Flint, Holywell, Mold, Neston, Prenton, Wallasey, Wirral | Carta della zona CH |
| CM             | Inghilterra          | Billericay, Bishop's Stortford, Braintree, Brentwood, Burnham-on-Crouch, Chelmsford, Dunmow, Epping, Harlow, Ingatestone, Maldon, Ongar, Sawbridgeworth, Southminster, Stansted, Witham | Carta della zona CM |
| CO             | Inghilterra          | Bures, Clacton-on-Sea, Colchester, Frinton-on-Sea, Halstead, Harwich, Manningtree, Sudbury, Walton-on-the-Naze | Carta della zona CO |
| CR             | Inghilterra          | Caterham, Coulsdon, Croydon, Kenley, Mitcham, Purley, South Croydon, Thornton Heath, Warlingham, Whyteleafe | Carta della zona CR |
| CT             | Inghilterra          | Birchington-on-Sea, Broadstairs, Canterbury, Deal, Douvres, Folkestone, Herne Bay, Hythe, Margate, Ramsgate, Sandwich, Westgate-on-Sea, Whitstable | Carta della zona CT |
| CV             | Inghilterra          | Atherstone, Bedworth, Coventry, Kenilworth, Leamington Spa, Nuneaton, Rugby, Shipston-on-Stour, Southam, Stratford-upon-Avon, Warwick | Carta della zona CV |
| CW             | Inghilterra          | Congleton, Crewe, Middlewich, Nantwich, Northwich, Sandbach, Tarporley, Winsford | Carta della zona CW |
| DA             | Inghilterra          | Belvedere, Bexley, Bexleyheath, Dartford, Erith, Gravesend, Greenhithe, Longfield, Sidcup, Swanscombe, Welling | Carta della zona DA |
| DD             | Scozia               | Arbroath, Brechin, Carnoustie, Dundee, Forfar, Kirriemuir, Montrose, Newport-on-Tay, Tayport | Carta della zona DD |
| DE             | Inghilterra          | Alfreton, Ashbourne, Bakewell, Belper, Burton upon Trent, Derby, Heanor, Ilkeston, Matlock, Ripley, Swadlincote | Carta della zona DE |
| DG             | Scozia               | Annan, Canonbie, Castle Douglas, Dalbeattie, Dumfries, Gretna, Kirkcudbright, Langholm, Lockerbie, Moffat, Newton Stewart, Sanquhar, Stranraer, Thornhill | Carta della zona DG |
| DH             | Inghilterra          | Chester le Street, Consett, Durham, Houghton le Spring, Stanley | Carta della zona DH |
| DL             | Inghilterra          | Barnard Castle, Bedale, Bishop Auckland, Catterick Garrison, Crook, Darlington, Ferryhill, Hawes, Leyburn, Newton Aycliffe, Northallerton, Richmond, Shildon, Spennymoor | Carta della zona DL |
| DN             | Inghilterra          | Barnetby, Barrow upon Humber, Barton-upon-Humber, Brigg, Cleethorpes, Doncaster, Gainsborough, Goole, Grimsby, Immingham, Retford, Scunthorpe, Ulceby | Carta della zona DL |
| DT             | Inghilterra          | Beaminster, Blandford Forum, Bridport, Dorchester, Lyme Regis, Portland, Sherborne, Sturminster Newton, Weymouth | Carta della zona DT |
| DY             | Inghilterra          | Bewdley, Brierley Hill, Dudley, Kidderminster, Kingswinford, Stourbridge, Stourport-on-Severn, Tipton | Carta della zona DY |
| E              | Inghilterra          | Londra | Carta della zona E  |
| EC             | Inghilterra          | Londra | Carta della zona EC |
| EH             | Scozia               | Balerno, Bathgate, Bo'ness, Bonnyrigg, Broxburn, Currie, Dalkeith, Dunbar, East Linton, Edimburgo, Gorebridge, Gullane, Haddington, Heriot, Humbie, Innerleithen, Juniper Green, Kirkliston, Kirknewton, Lasswade, Linlithgow, Livingston, Loanhead, Longniddry, Musselburgh, Newbridge, North Berwick, Pathhead, Peebles, Penicuik, Prestonpans, Rosewell, Roslin, South Queensferry, Tranent, Walkerburn, West Calder, West Linton | Carta della zona EH |
| EN             | Inghilterra          | Barnet, Broxbourne, Enfield, Hoddesdon, Potters Bar, Waltham Abbey, Waltham Cross | Carta della zona EN |
| EX             | Inghilterra          | Axminster, Barnstaple, Beaworthy, Bideford, Braunton, Bude, Budleigh Salterton, Chulmleigh, Colyton, Crediton, Cullompton, Dawlish, Exeter, Exmouth, Holsworthy, Honiton, Ilfracombe, Lynmouth, Lynton, North Tawton, Okehampton, Ottery St Mary, Seaton, Sidmouth, South Molton, Tiverton, Torrington, Umberleigh, Winkleigh, Woolacombe | Carta della zona EX |
| FK             | Scozia               | Alloa, Alva, Bonnybridge, Callander, Clackmannan, Crianlarich, Denny, Dollar, Doune, Dunblane, Falkirk, Grangemouth, Killin, Larbert, Lochearnhead, Menstrie, Stirling, Tillicoultry | Carta della zona FK |
| FY             | Inghilterra          | Blackpool, Fleetwood, Lytham St Annes, Poulton-le-Fylde, Thornton-Cleveleys | Carta della zona FY |
| G              | Scozia               | Alexandria, Arrochar, Clydebank, Dumbarton, Glasgow, Helensburgh | Carta della zona G  |
| GL             | Inghilterra e Galles | Badminton, Berkeley, Blakeney, Cheltenham, Chipping Campden, Cinderford, Cirencester, Coleford, Drybrook, Dursley, Dymock, Fairford, Gloucester, Lechlade, Longhope, Lydbrook, Lydney, Mitcheldean, Moreton-in-Marsh, Newent, Newnham, Ruardean, Stonehouse, Stroud, Tetbury, Tewkesbury, Westbury-on-Severn, Wotton-under-Edge | Carta della zona GL |
| GU             | Inghilterra          | Aldershot, Alton, Bagshot, Bordon, Camberley, Cranleigh, Farnborough, Farnham, Fleet, Godalming, Guildford, Haslemere, Hindhead, Lightwater, Liphook, Liss, Midhurst, Petersfield, Petworth, Sandhurst, Virginia Water, Windlesham, Woking, Yateley | Carta della zona GU |
| GY             | Guernsey             | Guernsey |                     |
| HA             | Inghilterra          | Edgware, Harrow, Northwood, Pinner, Ruislip, Stanmore, Wembley | Carta della zona HA |
| HD             | Inghilterra          | Brighouse, Holmfirth, Huddersfield | Carta della zona HD |
| HG             | Inghilterra          | Harrogate, Knaresborough, Ripon | Carta della zona HG |
| HP             | Inghilterra          | Amersham, Aylesbury, Beaconsfield, Berkhamsted, Chalfont St. Giles, Chesham, Great Missenden, Hemel Hempstead, High Wycombe, Princes Risborough, Tring | Carta della zona HP |
| HR             | Inghilterra e Galles | Bromyard, Hereford, Kington, Ledbury, Leominster, Ross-on-Wye | Carta della zona HR |
| HS             | Scozia               | Isle of Barra, Isle of Benbecula, Isle of Harris, Isle of Lewis, Isle of North Uist, Isle of Scalpay, Isle of South Uist, Stornoway | Carta della zona HS |
| HU             | Inghilterra          | Beverley, Brough, Cottingham, Hessle, Hornsea, Hull, North Ferriby, Withernsea | Carta della zona HU |
| HX             | Inghilterra          | Elland, Halifax, Hebden Bridge, Sowerby Bridge | Carta della zona HX |
| IG             | Inghilterra          | Barking, Buckhurst Hill, Chigwell, Ilford, Loughton, Woodford Green | Carta della zona IG |
| IM             | Isola di Man         | Isola di Man |                     |
| IP             | Inghilterra          | Aldeburgh, Brandon, Bury St Edmunds, Diss, Eye, Felixstowe, Halesworth, Harleston, Ipswich, Leiston, Saxmundham, Southwold, Stowmarket, Thetford, Woodbridge | Carta della zona IP |
| IV             | Scozia               | Achnasheen, Alness, Ardgay, Avoch, Beauly, Cromarty, Dingwall, Dornoch, Elgin, Fochabers, Forres, Fortrose, Gairloch, Garve, Invergordon, Inverness, Isle of Skye, Kyle, Lairg, Lossiemouth, Muir of Ord, Munlochy, Nairn, Plockton, Portree, Rogart, Strathcarron, Strathpeffer, Strome Ferry, Tain, Ullapool | Carta della zona IV |
| JE             | Jersey               | Jersey |                     |
| KA             | Scozia               | Ardrossan, Ayr, Beith, Cumnock, Dalry, Darvel, Galston, Girvan, Irvine, Isola di Arran, Isola di Cumbrae, Kilbirnie, Kilmarnock, Kilwinning, Largs, Mauchline, Maybole, Newmilns, Prestwick, Saltcoats, Stevenston, Troon, West Kilbride | Carta della zona KA |
| KT             | Inghilterra          | Addlestone, Ashtead, Chertsey, Chessington, Cobham, East Molesey, Epsom, Esher, Kingston upon Thames, Leatherhead, New Malden, Surbiton, Tadworth, Thames Ditton, Walton-on-Thames, West Byfleet, West Molesey, Weybridge, Worcester Park | Carta della zona KT |
| KW             | Scozia               | Berriedale, Brora, Dunbeath, Forsinard, Golspie, Halkirk, Helmsdale, Kinbrace, Kirkwall, Latheron, Lybster, Orcades, Stromness, Thurso, Wick | Carta della zona KW |
| KY             | Scozia               | Anstruther, Burntisland, Cowdenbeath, Cupar, Dunfermline, Glenrothes, Inverkeithing, Kelty, Kinross, Kirkcaldy, Leven, Lochgelly, Saint Andrews | Carta della zona KY |
| L              | Inghilterra          | Bootle, Liverpool, Ormskirk, Prescot | Carta della zona L  |
| LA             | Inghilterra          | Ambleside, Askam-in-Furness, Barrow-in-Furness, Broughton-in-Furness, Carnforth, Coniston, Dalton-in-Furness, Grange-over-Sands, Kendal, Kirkby-in-Furness, Lancaster, Millom, Milnthorpe, Morecambe, Sedbergh, Ulverston, Windermere | Carta della zona LA |
| LD             | Inghilterra e Galles | Brecon, Builth Wells, Knighton, Llandrindod Wells, Llangammarch Wells, Llanwrtyd Wells, Presteigne, Rhayader | Carta della zona LD |
| LE             | Inghilterra          | Ashby-de-la-Zouch, Coalville, Hinckley, Ibstock, Leicester, Loughborough, Lutterworth, Market Harborough, Markfield, Melton Mowbray, Oakham, Wigston | Carta della zona LE |
| LL             | Galles               | Aberdyfi, Abergele, Amlwch, Arthog, Bala, Bangor, Barmouth, Beaumaris, Betws-y-Coed, Blaenau Ffestiniog, Bodorgan, Brynteg, Caernarfon, Cemaes, Colwyn Bay, Conwy, Corwen, Criccieth, Denbigh, Dolgellau, Dolwyddelan, Dulas, Dyffryn Ardudwy, Fairbourne, Gaerwen, Garndolbenmaen, Harlech, Holyhead, Llanbedr, Llanbedrgoch, Llandudno, Llandudno Junction, Llannerch-y-medd, Llanfairfechan, Llanfairpwllgwyngyll, Llangefni, Llangollen, Llanrwst, Llwyngwril, Marianglas, Menai Bridge, Moelfre, Penmaenmawr, Penrhyndeudraeth, Pentraeth, Penysarn, Porthmadog, Prestatyn, Pwllheli, Rhosgoch, Rhosneigr, Rhyl, Ruthin, St Asaph, Talsarnau, Talybont, Trefriw, Ty Croes, Tyn-y-Gongl, Tywyn, Wrexham, Y Felinheli | Carta della zona LL |
| LN             | Inghilterra          | Alford, Horncastle, Lincoln, Louth, Mablethorpe, Market Rasen, Woodhall Spa | Carta della zona LN |
| LS             | Inghilterra          | Ilkley, Leeds, Otley, Pudsey, Tadcaster, Wetherby | Carta della zona LS |
| LU             | Inghilterra          | Dunstable, Leighton Buzzard, Luton | Carta della zona LU |
| M              | Inghilterra          | Manchester, Sale, Salford | Carta della zona M  |
| ME             | Inghilterra          | Aylesford, Chatham, Faversham, Gillingham, Maidstone, Queenborough, Strood, Rochester, Sheerness, Sittingbourne, Snodland, West Malling | Carta della zona ME |
| MK             | Inghilterra          | Bedford, Buckingham, Milton Keynes, Newport Pagnell, Olney | Carta della zona MK |
| ML             | Scozia               | Airdrie, Bellshill, Biggar, Carluke, Coatbridge, Hamilton, Lanark, Larkhall, Motherwell, Shotts, Strathaven, Wishaw | Carta della zona ML |
| N              | Inghilterra          | Londra | Carta della zona N  |
| NE             | Inghilterra          | Alnwick, Ashington, Bamburgh, Bedlington, Belford, Blaydon-on-Tyne, Blyth, Boldon Colliery, Chathill, Choppington, Corbridge, Cramlington, East Boldon, Gateshead, Haltwhistle, Hebburn, Hexham, Jarrow, Morpeth, Newbiggin-by-the-Sea, Newcastle upon Tyne, North Shields, Prudhoe, Riding Mill, Rowlands Gill, Ryton, Seahouses, South Shields, Stocksfield, Wallsend, Washington, Whitley Bay, Wooler, Wylam | Carta della zona NE |
| NG             | Inghilterra          | Grantham, Mansfield, Newark-on-Trent, Nottingham, Sleaford, Southwell, Sutton-in-Ashfield | Carta della zona NG |
| NN             | Inghilterra          | Brackley, Corby, Daventry, Kettering, Northampton, Rushden, Towcester, Wellingborough | Carta della zona NN |
| NP             | Galles               | Abergavenny, Abertillery, Blackwood, Caldicot, Chepstow, Crickhowell, Cwmbran, Ebbw Vale, Monmouth, New Tredegar, Newport, Pontypool, Tredegar, Usk | Carta della zona NP |
| NR             | Inghilterra          | Attleborough, Beccles, Bungay, Cromer, Dereham, Fakenham, Great Yarmouth, Holt, Lowestoft, Melton Constable, North Walsham, Norwich, Sheringham, Walsingham, Wells-next-the-Sea, Wymondham | Carta della zona NR |
| NW             | Inghilterra          | Londra | Carta della zona NW |
| OL             | Inghilterra          | Ashton-under-Lyne, Bacup, Heywood, Littleborough, Oldham, Rochdale, Todmorden | Carta della zona OL |
| OX             | Inghilterra          | Abingdon-on-Thames, Bampton, Banbury, Bicester, Burford, Carterton, Chinnor, Chipping Norton, Didcot, Kidlington, Oxford, Thame, Wallingford, Wantage, Watlington, Witney, Woodstock | Is                  |
| PA             | Scozia               | Appin, Bishopton, Bridge of Orchy, Bridge of Weir, Cairndow, Campbeltown, Colintraive, Dalmally, Dunoon, Erskine, Gourock, Greenock, Inveraray, Isola di Bute, Isle of Coll, Isle of Colonsay, Gigha, Isle of Iona, Isle of Islay, Isle of Jura, Isola di Mull, Isle of Tiree, Johnstone, Kilmacolm, Lochgilphead, Lochwinnoch, Oban, Paisley, Port Glasgow, Renfrew, Skelmorlie, Tarbert, Taynuilt, Tighnabruaich, Wemyss Bay | Carta della zona PA |
| PE             | Inghilterra          | Boston, Bourne, Chatteris, Downham Market, Hunstanton, Huntingdon, King's Lynn, March, Peterborough, St Ives, St Neots, Sandringham, Skegness, Spalding, Spilsby, Stamford, Swaffham, Wisbech | Carta della zona PE |
| PH             | Scozia               | Aberfeldy, Acharacle, Arisaig, Auchterarder, Aviemore, Ballachulish, Blairgowrie, Boat of Garten, Carrbridge, Corrour, Crieff, Dalwhinnie, Dunkeld, Fort Augustus, Fort William, Glenfinnan, Grantown-on-Spey, Invergarry, Isle of Canna, Isle of Eigg, Isola di Rùm, Kingussie, Kinlochleven, Lochailort, Mallaig, Nethy Bridge, Newtonmore, Perth, Pitlochry, Roy Bridge, Spean Bridge | Carta della zona PH |
| PL             | Inghilterra          | Bodmin, Boscastle, Callington, Calstock, Camelford, Delabole, Fowey, Gunnislake, Ivybridge, Launceston, Lifton, Liskeard, Looe, Lostwithiel, Padstow, Par, Plymouth, Port Isaac, Saltash, Saint Austell, Tavistock, Tintagel, Torpoint, Wadebridge, Yelverton | Carta della zona PL |
| PO             | Inghilterra          | Bembridge, Bognor Regis, Chichester, Cowes, East Cowes, Emsworth, Fareham, Freshwater, Gosport, Havant, Hayling Island, Lee-on-the-Solent, Newport, Portsmouth, Rowlands Castle, Ryde, Sandown, Seaview, Shanklin, Southsea, Totland Bay, Ventnor, Waterlooville, Yarmouth | Carta della zona PO |
| PR             | Inghilterra          | Chorley, Leyland, Preston, Southport | Carta della zona PR |
| RG             | Inghilterra          | Basingstoke, Bracknell, Crowthorne, Henley-on-Thames, Hook, Hungerford, Newbury, Reading, Tadley, Thatcham, Whitchurch, Wokingham | Carta della zona RG |
| RH             | Inghilterra          | Betchworth, Billingshurst, Burgess Hill, Crawley, Dorking, East Grinstead, Forest Row, Gatwick, Godstone, Haywards Heath, Horley, Horsham, Lingfield, Oxted, Pulborough, Redhill, Reigate | Carta della zona RH |
| RM             | Inghilterra          | Dagenham, Grays, Hornchurch, Purfleet, Rainham, Romford, South Ockendon, Tilbury, Upminster | Carta della zona RM |
| S              | Inghilterra          | Barnsley, Chesterfield, Dronfield, Hope Valley, Mexborough, Rotherham, Sheffield, Worksop | Carta della zona S  |
| SA             | Galles               | Aberaeron, Ammanford, Boncath, Burry Port, Cardigan, Carmarthen, Clarbeston Road, Clynderwen, Crymych, Ferryside, Fishguard, Glogue, Goodwick, Haverfordwest, Kidwelly, Kilgetty, Lampeter, Llanarth, Llandeilo, Llandovery, Llandysul, Llanelli, Llanfyrnach, Llangadog, Llanwrda, Llanybydder, Milford Haven, Narberth, Neath, New Quay, Newcastle Emlyn, Newport, Pembroke, Pembroke Dock, Pencader, Port Talbot, Saundersfoot, Swansea, Tenby, Whitland | Carta della zona SA |
| SE             | Inghilterra          | Londra | Carta della zona SE |
| SG             | Inghilterra          | Arlesey, Baldock, Biggleswade, Buntingford, Henlow, Hertford, Hitchin, Knebworth, Letchworth Garden City, Much Hadham, Royston, Sandy, Shefford, Stevenage, Ware | Carta della zona SG |
| SK             | Inghilterra          | Alderley Edge, Buxton, Cheadle, Dukinfield, Glossop, High Peak, Hyde, Macclesfield, Stalybridge, Stockport, Wilmslow | Carta della zona SK |
| SL             | Inghilterra          | Ascot, Bourne End, Gerrards Cross, Iver, Maidenhead, Marlow, Slough, Windsor | Carta della zona SL |
| SM             | Inghilterra          | Banstead, Carshalton, Morden, Sutton, Wallington | Carta della zona SM |
| SN             | Inghilterra          | Calne, Chippenham, Corsham, Devizes, Faringdon, Malmesbury, Marlborough, Melksham, Pewsey, Swindon | Carta della zona SN |
| SO             | Inghilterra          | Alresford, Brockenhurst, Eastleigh, Lymington and Pennington, Lyndhurst, Romsey, Southampton, Stockbridge, Winchester | Carta della zona SO |
| SP             | Inghilterra          | Andover, Fordingbridge, Gillingham, Salisbury, Shaftesbury, Tidworth | Carta della zona SP |
| SR             | Inghilterra          | Peterlee, Seaham, Sunderland | Carta della zona SR |
| SS             | Inghilterra          | Basildon, Benfleet, Canvey Island, Hockley, Leigh-on-Sea, Rayleigh, Rochford, Southend-on-Sea, Stanford-le-Hope, Westcliff-on-Sea, Wickford | Carta della zona SS |
| ST             | Inghilterra          | Leek, Newcastle, Stafford, Stoke-on-Trent, Stone, Uttoxeter | Carta della zona ST |
| SW             | Inghilterra          | Londra | Carta della zona SW |
| SY             | Inghilterra e Galles | Aberystwyth, Bishops Castle, Borth, Bow Street, Bucknell, Caersws, Church Stretton, Craven Arms, Ellesmere, Llanbrynmair, Llandinam, Llanfechain, Llanfyllin, Llanidloes, Llanon, Llanrhystud, Llansantffraid, Llanymynech, Ludlow, Lydbury North, Machynlleth, Malpas, Meifod, Montgomery, Newtown, Oswestry, Shrewsbury, Talybont, Tregaron, Welshpool, Whitchurch, Ystrad Meurig | Carta della zona SY |
| TA             | Inghilterra          | Bridgwater, Burnham-on-Sea, Chard, Crewkerne, Dulverton, Highbridge, Hinton St George, Ilminster, Langport, Martock, Merriott, Minehead, Montacute, Somerton, South Petherton, Stoke-sub-Hamdon, Taunton, Watchet, Wellington | Carta della zona TA |
| TD             | Scozia e Inghilterra | Berwick-upon-Tweed, Cockburnspath, Coldstream, Cornhill-on-Tweed, Duns, Earlston, Eyemouth, Galashiels, Gordon, Hawick, Jedburgh, Kelso, Lauder, Melrose, Mindrum, Newcastleton, Selkirk | Carta della zona TD |
| TF             | Inghilterra          | Broseley, Market Drayton, Much Wenlock, Newport, Shifnal, Telford | Carta della zona TF |
| TN             | Inghilterra          | Ashford, Battle, Bexhill-on-Sea, Cranbrook, Crowborough, Edenbridge, Etchingham, Hartfield, Hastings, Heathfield, Mayfield, New Romney, Robertsbridge, Romney Marsh, Rye, Sevenoaks, St Leonards-on-Sea, Tenterden, Tonbridge, Tunbridge Wells, Uckfield, Wadhurst, Westerham, Winchelsea | Carta della zona TN |
| TQ             | Inghilterra          | Brixham, Buckfastleigh, Dartmouth, Kingsbridge, Newton Abbot, Paignton, Salcombe, South Brent, Teignmouth, Torquay, Totnes | Carta della zona TQ |
| TR             | Inghilterra          | Camborne, Falmouth, Hayle, Helston, Isole Scilly, Marazion, Newquay, Penryn, Penzance, Perranporth, Redruth, St Agnes, St Columb, St Ives, Truro | Carta della zona TR |
| TS             | Inghilterra          | Billingham, Guisborough, Hartlepool, Middlesbrough, Redcar, Saltburn-by-the-Sea, Stockton-on-Tees, Trimdon Station, Wingate, Yarm | Carta della zona TS |
| TW             | Inghilterra          | Ashford, Brentford, Egham, Feltham, Hampton, Hounslow, Isleworth, Richmond, Shepperton, Staines-upon-Thames, Sunbury-on-Thames, Teddington, Twickenham | Carta della zona TW |
| UB             | Inghilterra          | Greenford, Hayes, Northolt, Southall, Uxbridge, West Drayton | Carta della zona UB |
| W              | Inghilterra          | Londra | Carta della zona W  |
| WA             | Inghilterra          | Altrincham, Frodsham, Knutsford, Lymm, Newton-le-Willows, Runcorn, St Helens, Warrington, Widnes | Carta della zona WA |
| WC             | Inghilterra          | Londra | Carta della zona WC |
| WD             | Inghilterra          | Abbots Langley, Borehamwood, Bushey, Kings Langley, Radlett, Rickmansworth, Watford | Carta della zona WD |
| WF             | Inghilterra          | Batley, Castleford, Dewsbury, Heckmondwike, Knottingley, Liversedge, Mirfield, Normanton, Ossett, Pontefract, Wakefield | Carta della zona WF |
| WN             | Inghilterra          | Leigh, Skelmersdale, Wigan | Carta della zona WN |
| WR             | Inghilterra          | Broadway, Droitwich Spa, Evesham, Malvern, Pershore, Tenbury Wells, Worcester | Carta della zona WR |
| WS             | Inghilterra          | Burntwood, Cannock, Lichfield, Rugeley, Walsall, Wednesbury | Carta della zona WS |
| WV             | Inghilterra          | Bilston, Bridgnorth, Willenhall, Wolverhampton | Carta della zona WV |
| YO             | Inghilterra          | Bridlington, Driffield, Filey, Malton, Pickering, Scarborough, Selby, Thirsk, Whitby, York | Carta della zona YO |
| ZE             | Scozia               | Isole Shetland | Carta della zona ZE |